# آشکارساز پرتو ایکس

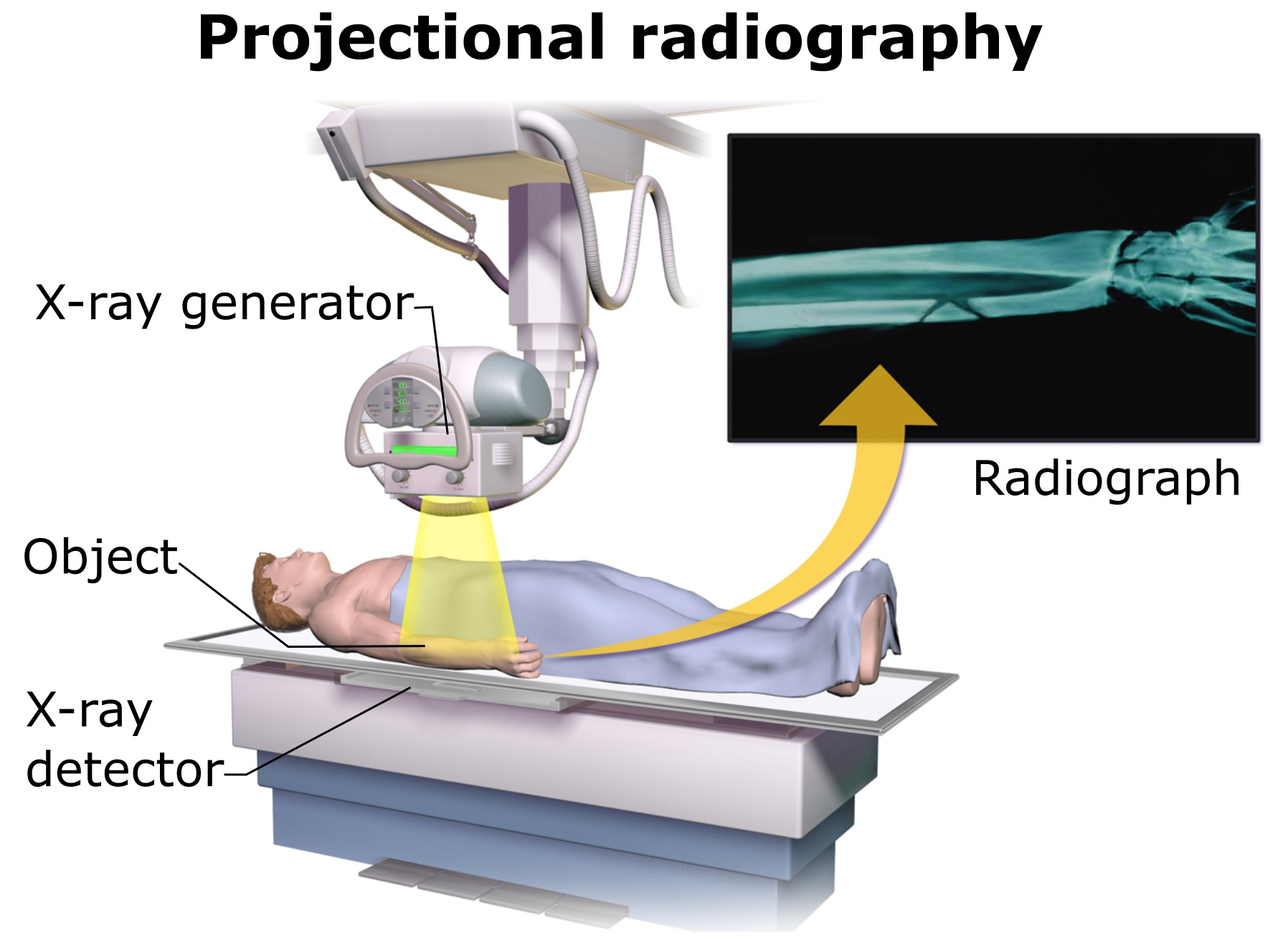
استفاده از رادیوگرافی پروجکشنال ، با یک ژنراتور اشعه ایکس و یک آشکارساز تصویربرداری.

آشکارسازهای اشعه ایکس دستگاه‌هایی هستند که برای اندازه گیری شار، توزیع فضایی، طیف و/یا سایر خواص اشعه ایکس استفاده می‌شوند.
می‌توان آشکارسازها را به دو دسته اساسی تقسیم نمود: آشکارسازهای تصویربرداری مانند صفحات عکاسی و فیلم اشعه ایکس ( فیلم عکاسی ) که امروزه عمدتا با دستگاه‌های دیجیتالی مختلف مانند صفحات تصویر یا آشکارسازهای صفحه تخت جایگزین شده‌اند) و دستگاه های اندازه‌گیری دوز (مانند اتاقک های یونیزاسیون) شمارشگرهای گایگر و تشعشع‌سنج‌هایی که برای اندازه‌گیری تابش پرتوی موضعی، دوز و/یا نرخ دوز استفاده می‌شوند، برای نمونه، برای تأیید اینکه تجهیزات و روش‌های حفاظت از تشعشع به طور مداوم مؤثر هستند.

## تصویربرداری اشعه ایکس

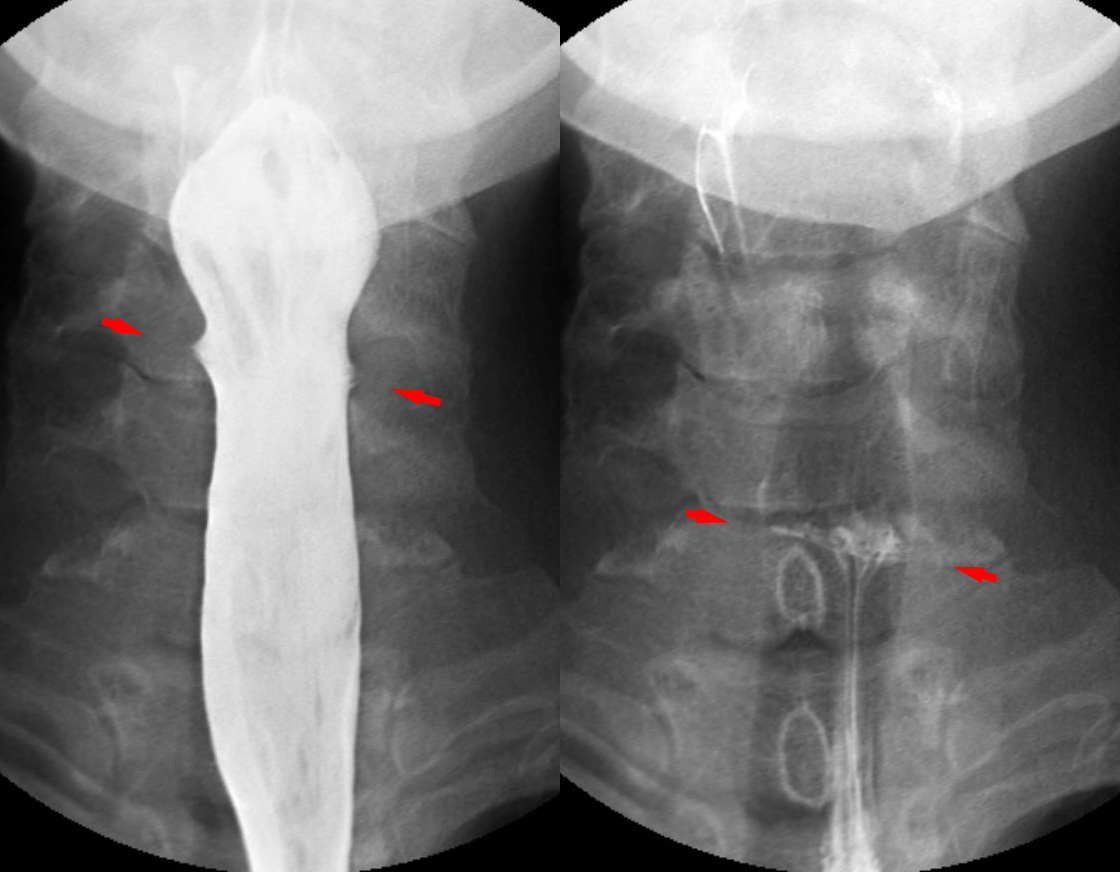
استخوان ماهی در قسمت فوقانی مری سوراخ شده است. تصویر سمت راست بدون ماده کنتراست، تصویر سمت چپ هنگام بلعیدن با ماده کنتراست.

برای به دست آوردن یک تصویر با هر نوعی از آشکارساز تصویر، بخشی از فرد بیمار که باید تحت اشعه ایکس قرار بگیرد بین منبع اشعه ایکس و گیرنده تصویر قرار می گیرد تا سایه‌ای از ساختار داخلی آن قسمت خاص از بدن ایجاد شود. اشعه ایکس تا حدی توسط بافت های متراکم مانند استخوان، مسدود ("تضعیف") می‌شود و راحت‌تر از بافت های نرم عبور می کند. ناحیه‌هایی که اشعه ایکس به آن‌ها تابیده و در آن گسترش می‌یابد، باعث می‌شود که استخوان‌ها روشن‌تر از بافت نرم اطراف به نظر برسند.
ترکیب‌های کنتراست حاوی باریم یا ید، که رادیواپک هستند، می‌توانند در دستگاه گوارش (باریم) مصرف شوند یا برای برجسته سازی این عروق در شریان یا سیاه‌رگ‌ها تزریق شوند. ترکیبات کنتراست دارای عناصر با شماره اتمی بالایی هستند که (مانند استخوان) به طور اساسی اشعه ایکس را مسدود می‌کنند و از این رو اندام یا رگ توخالی را می‌توان به طور راحت‌تری مشاهده کرد. در جستجوی مواد کنتراست غیر سمی، بسیاری از انواع عناصر با عدد اتمی بالا مورد ارزیابی قرار گرفتند. متأسفانه، برخی از عناصر انتخاب شده مضر شناخته شده‌اند – برای مثال، زمانی از توریم به عنوان ماده کنتراست استفاده می‌شد - که سمی بودن آن و اینکه به احتمال زیاد چندین دهه پس از استفاده باعث بروز سرطان می‌شود تشخیص داده شد. مواد کنتراست مدرن، بهبود یافته‌اند و در حالی که هیچ راهی برای تعیین اینکه چه کسی ممکن است به کنتراست حساسیت داشته باشد وجود ندارد، بروز واکنش های آلرژیک جدی کم شده است. 

### فیلم اشعه ایکس

#### ساز و کار
فیلم معمولی اشعه ایکس حاوی کریستال «دانه‌های» هالید نقره است که عمدتاً برمید نقره می‌باشد.  اندازه دانه و ترکیب را می‌توان به گونه‌ای تنظیم کرد تا بر ویژگی‌های فیلم تأثیر بگذارد، به عنوان مثال برای بهبود وضوح در تصویر توسعه یافته.  هنگامی که فیلم در معرض تابش قرار می گیرد، هالید دچار یونش می‌شود و الکترون‌های آزاد در ناکاملی بلوری به دام می‌افتند. یون‌های نقره به این عیوب جذب می‌شوند و کاهش می‌یابند و خوشه‌هایی از اتمهای شفاف نقره ایجاد می‌کنند.  در فرآیند توسعه، این اتم‌ها به اتم‌های نقره مات تبدیل می‌شوند که تصویر قابل مشاهده را تشکیل می‌دهند، تاریک‌ترین ناحیه، جایی است که بیشترین تشعشع شناسایی شده است. مراحل توسعه بیشتر باعث تثبیت دانه‌های حساس شده و حذف دانه‌های غیر حساس برای جلوگیری از قرار گرفتن در معرض بیشتر (مثلاً از نور مرئی ) می‌باشد.  : 159 

#### جایگزینی
اولین رادیوگرافی‌ها (تصاویر اشعه ایکس) با اثر اشعه ایکس بر روی صفحات عکاسی شیشه ای حساس ایجاد شد. فیلم اشعه ایکس (فیلم عکاسی) به سرعت جای صفحات شیشه‌ای را گرفت و چندین دهه برای به دست آوردن (و نمایش) تصاویر پزشکی و صنعتی مورد استفاده قرار می‌گرفت.  به تدریج، رایانه‌های دیجیتال توانایی ذخیره و نمایش میزان کافی از داده‌ها را برای تصویربرداری دیجیتال به دست آوردند. از دهه 1990، رادیوگرافی کامپیوتری و رادیوگرافی دیجیتالی جایگزین فیلم عکاسی در کاربردهای پزشکی و دندان‌پزشکی شده‌اند، اگرچه که فناوری فیلم همچنان به طور گسترده‌ای در فرآیندهای رادیوگرافی صنعتی  استفاده می‌شود. نقره فلزی (که قبلا برای صنایع رادیوگرافی و عکاسی ضروری بود) یک منبع تجدید ناپذیر است، اگرچه نقره را می‌توان به راحتی از فیلم مصرف شده اشعه ایکس بازیابی کرد.  در حالی که فیلم های اشعه ایکس به امکانات پردازش مرطوب نیاز دارند، فناوری‌های دیجیتال جدیدتر نیازی به این مورد ندارند. بایگانی دیجیتال تصاویر همچنین در فضای ذخیره‌سازی فیزیکی صرفه‌جویی می‌کند. 

### فسفرهای قابل تحریک عکس
رادیوگرافی صفحه فسفری  روشی برای ثبت اشعه ایکس با استفاده از لومینسانس تحریک شده نوری (PSL) می‌باشد که فوجی در دهه 1980 پیشگام آن بود.  به جای صفحه عکاسی از صفحه فسفری قابل تحریک نوری (PSP) استفاده می‌شود. پس از اینکه به صفحه اشعه ایکس تابانده شد، الکترون‌های برانگیخته در ماده فسفر در «مراکز رنگ» در شبکه کریستالی «به دام افتاده» می‌مانند تا زمانی که توسط پرتو لیزری که از سطح صفحه عبور می‌کند تحریک شوند.  نوری که در طول تحریک لیزری منتشر می‌شود توسط یک لوله فتوفزون‌گر جمع‌آوری می‌شود و سیگنال حاصل شده توسط فناوری کامپیوتری به تصویر دیجیتال تبدیل می‌شود. از صفحه PSP می‌توان دوباره استفاده کرد و تجهیزات اشعه ایکس موجود برای استفاده از آن‌ها نیازی به تغییر ندارند. این روش ممکن است به عنوان رادیوگرافی کامپیوتری (CR) نیز شناخته شود. 

### تقویت کننده های تصویر

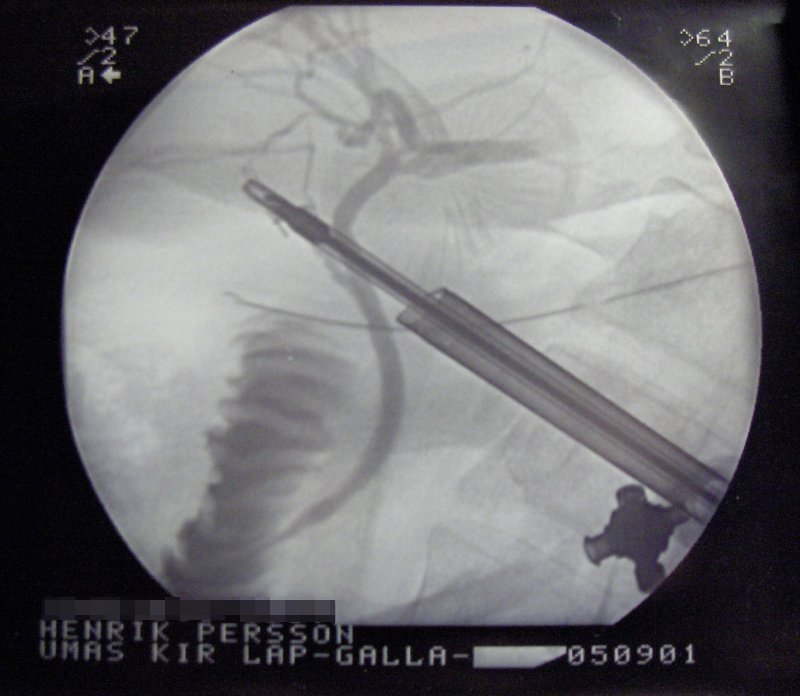
رادیوگرافی که در طول کوله سیستکتومی گرفته شده است

اشعه‌های ایکس در روش‌های "زمان واقعی" مانند آنژیوگرافی یا مطالعه‌های کنتراست اندام توخالی (مانند تنقیه باریمی روده کوچک یا بزرگ) با استفاده از فلوروسکوپی نیز مورد استفاده قرار می‌گیرند. آنژیوپلاستی ، مداخله‌های پزشکی سیستم شریانی، به شدت به کنتراست حساس به اشعه ایکس برای شناسایی ضایعات بالقوه قابل درمان متکی است.

### آشکارسازهای نیمه هادی
آشکارسازهای حالت جامد از نیمه‌رساناها برای تشخیص اشعه ایکس استفاده می‌کنند. آشکارسازهای دیجیتال مستقیم به این دلیل اینگونه نامیده می‌شوند که فوتون‌های اشعه ایکس را به طور مستقیم به بار الکتریکی و در نتیجه به یک تصویر دیجیتال تبدیل می‌کنند. سیستم‌های غیرمستقیم ممکن است مراحل مداخله‌ای داشته باشند، به عنوان نمونه ابتدا فوتون‌های اشعه ایکس را به نور مرئی و سپس به یک سیگنال الکترونیکی تبدیل می‌کنند. هر دو سیستم به طور معمول از ترانزیستورهای فیلم نازک برای خواندن و تبدیل سیگنال الکترونیکی به تصویر دیجیتال استفاده می‌کنند. بر خلاف فیلم یا CR هیچ اسکن دستی یا مرحله توسعه‌ای برای به دست آوردن یک تصویر دیجیتال مورد نیاز نیست، بنابراین هر دو سیستم "مستقیم" هستند.  هر دو نوع سیستم دارای بازده کوانتومی بسیار بالاتری نسبت به CR می‌باشند. 

#### آشکارسازهای مستقیم
از دهه 1970، سیلیسیم یا ژرمانیوم دوپ شده با آشکارسازهای نیمه رسانای لیتیم (Si(Li) یا Ge(Li)) توسعه یافته‌اند.  فوتون‌های پرتو ایکس به جفت الکترون-حفره در نیمه رسانا تبدیل می‌شوند و برای تشخیص اشعه ایکس جمع‌آوری می‌شوند. هنگامی که دما به اندازه کافی پایین است (آشکارگر با اثر ترموالکتریکی یا حتی نیتروژن مایع خنک یا خنک‌تر می شود)، می توان به طور مستقیم طیف انرژی اشعه ایکس را تعیین کرد. این روش طیف سنجی پراش انرژی پرتو ایکس (EDX یا EDS) نامیده می شود. اغلب در طیف‌سنجی فلورسانس پرتو ایکس کوچک استفاده می‌شود. برخلاف آشکارسازهای معمولی اشعه ایکس، مانند Si(Li)، آنها نیازی به خنک شدن با نیتروژن مایع ندارند. این آشکارسازها به ندرت برای تصویربرداری استفاده می‌شوند و فقط در انرژی‌های کم کارآمد هستند. 
کاربرد عملی در تصویربرداری پزشکی از دهه اول 2000 آغاز گشت.  سلنیم آمورف در آشکارسازهای صفحه مسطح تجاری بزرگ اشعه ایکس برای ماموگرافی و پرتونگاری عمومی به علت وضوح فضایی بالا و خاصیت جذب اشعه ایکس استفاده می‌شود.  با این وجود، عدد اتمی کم سلنیوم به این معنی می‌باشد که برای دستیابی به حساسیت کافی، یک لایه ضخیم لازم است. 
کادمیوم تلورید ( Cd Te ) و آلیاژ آن با روی، تلورید روی کادمیوم، به دلیل فاصله باند وسیع و عدد کوانتومی بالا به عنوان یکی از امیدوارکننده‌ترین مواد نیمه‌هادی برای تشخیص اشعه ایکس شناخته می‌شود که منجر به عملکرد دمای اتاق با راندمان بالایی می‌گردد.   کاربردهای کنونی آن شامل سنجش تراکم استخوان و مقطع‌نگاری رایانه‌ای تک‌فوتونی است، اما آشکارسازهای صفحه تخت که مناسب تصویربرداری رادیوگرافیک باشند، هنوز تولید نشده‌اند.  تحقیق و توسعه کنونی بر روی آشکارسازهای پیکسلی حل‌کننده انرژی مانند آشکارساز Medipix سرن و آشکارساز HEXITEC شورای تأسیسات علم و فناوری متمرکز شده است.  
دیودهای نیمه رسانای معمولی، مثل پین دیود یا 1N4007 ، زمانی که در شعاع یک پرتو اشعه ایکس قرار می گیرند، مقدار کمی جریان در حالت فتوولتائید تولید می کنند.  

#### آشکارسازهای غیر مستقیم
آشکارسازهای غیرمستقیم از یک سوسوزن برای تبدیل اشعه ایکس به نور مرئی ساخته شده‌اند که توسط یک آرایه TFT خوانده می شود. این می‌تواند مزیت‌های حساسیت را نسبت به آشکارسازهای مستقیم فعلی (سلنیوم آمورف) فراهم کند، البته با یک معاوضه پنهانی در میزان وضوح.  آشکارسازهای غیرمستقیم صفحه تخت (FPDs) امروزه دارای کاربردهای گسترده‌ای در فعالیت‌های پزشکی، دندانپزشکی، دامپزشکی و صنعتی هستند.
آرایه TFT یک ورق شیشه‌ای را شامل می‌شود که با لایه نازکی از سیلیسیم پوشیده شده است که به حالت آمورف یا بی‌نظم می‌باشد. در مقیاس میکروسکوپی، سیلیسیم با میلیون‌ها ترانزیستور که در آرایه‌ای بسیار مرتب چیده شده‌اند، مثل شبکه‌ای روی یک صفحه کاغذ گراف، نقش بسته است. هر یک از این ترانزیستورهای فیلم نازک (TFT) با یک فتودیود جذب کننده نور اتصال دارد که یک پیکسل مجزا (عنصر تصویر) را تشکیل می‌دهد. فوتونهایی که به دیود نوری برخورد می‌کنند به دو حامل بار الکتریکی تبدیل می شوند که جفت الکترون-حفره نامیده می‌شوند. از آنجا که تعداد حامل‌های بار تولید شده به نسبت شدت فوتون‌های نور ورودی متفاوت خواهد بود، یک الگوی الکتریکی ایجاد می‌شود که می‌تواند به سرعت به یک ولتاژ و سپس به یک سیگنال دیجیتال تبدیل گردد که توسط کامپیوتر برای تولید یک تصویر دیجیتال تفسیر می‌شود. اگرچه سیلیسیم شامل خواص الکترونیکی برجسته‌ای می‌شود، اما جذب‌کننده خوبی برای فوتون‌های اشعه ایکس نمی‌باشد. به همین علت، اشعه ایکس ابتدا به سوسوزن‌های ساخته شده از موادی مثل اکسی سولفید گادولینیوم یا سزیم یدید برخورد می‌کند. سوسوزن اشعه ایکس را جذب و آن‌ها را به فوتون‌های نور مرئی تبدیل می‌کند که سپس به آرایه فتودیود منتقل می‌شود.

## اندازه گیری دوز

### آشکارسازهای گاز

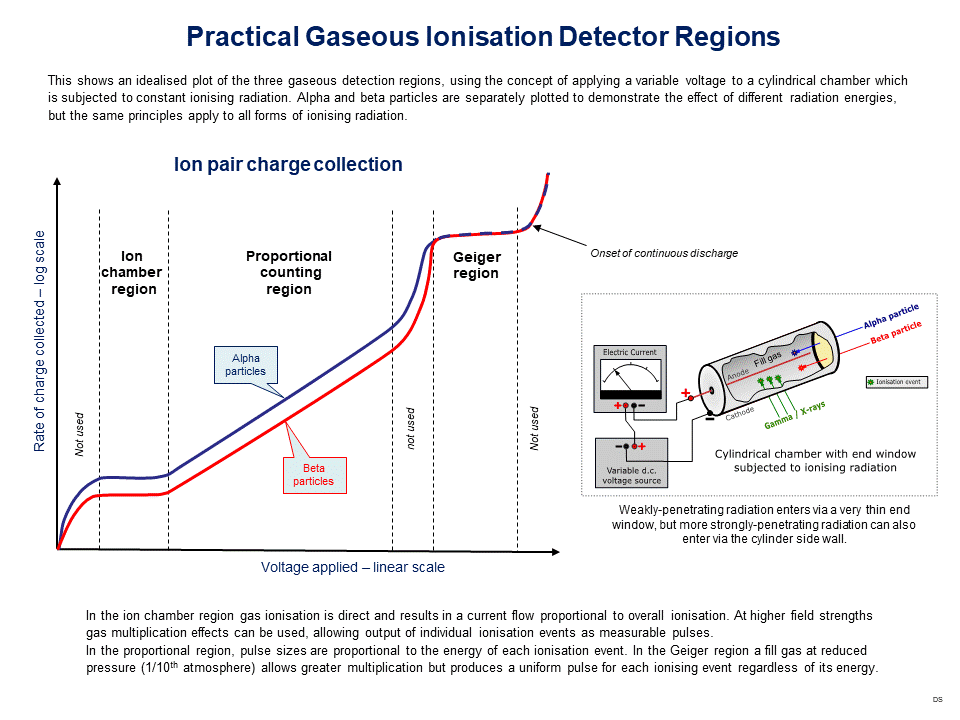
نمودار جریان یونی به عنوان تابعی از ولتاژ اعمال شده برای آشکارساز تشعشع گازی سیلندر سیمی.

اشعه ایکس وقتی که از یک گاز عبور می‌کند، آن گاز را یونیزه می‌کند و یون‌های مثبت و الکترون‌های  آزاد تولید می‌کند. یک فوتون ورودی تعدادی از این جفت‌های یونی را متناسب با انرژی خود ایجاد می‌کند. در صورت وجود میدان الکتریکی در محفظه گاز، یون‌ها و الکترون‌ها در جهت‌های مختلفی حرکت می‌کنند و در نتیجه جریانی قابل تشخیص ایجاد می‌کنند. رفتار گاز به ولتاژ اعمال شده و هندسه محفظه بستگی دارد. این باعث ایجاد چند نوع مختلف آشکارساز گاز می شود که در زیر توضیح داده شده است.
اتاقک‌های یونیزاسیون از یک میدان الکتریکی نسبتا کم (حدود 100 ولت بر سانتی‌متر) برای استخراج همه یون‌ها و الکترون‌ها قبل از ترکیب مجدد استفاده می‌کنند.  این فرآیند یک جریان ثابت متناسب با نرخ دوزی که گاز در معرض آن قرار می گیرد می‌دهد.  اتاقک‌های یونی به طور گسترده‌ای به عنوان دستگاه سنجش تشعشع دستی برای بررسی سطوح دوز تشعشع استفاده می شود.
شمارشگرهای متناسب از یک هندسه با یک سیم آند با بار مثبت نازک در مرکز یک محفظه استوانه‌ای استفاده می‌کنند. بیشتر حجم گاز به عنوان یک محفظه یونیزاسیون عمل می‌کند، اما در نزدیک ترین ناحیه به سیم، میدان الکتریکی به اندازه‌ای زیاد است که الکترون‌ها مولکول‌های گاز را یونیزه کنند. این یک اثر بهمنی ایجاد می‌کند که سیگنال خروجی را تا حد زیادی افزایش می‌دهد. از آنجایی که هر الکترون باعث ایجاد بهمنی حدودا به همان اندازه می‌شود، بار جمع‌آوری شده متناسب با تعداد جفت یون‌های ایجاد شده توسط پرتو ایکس جذب شده است. این امکان اندازه گیری انرژی هر فوتون ورودی را فراهم می‌کند.
شمارشگرهای گایگر-مولر حتی از میدان الکتریکی بالاتری استفاده می‌کنند تا فوتون‌های UV ایجاد شوند.  این، بهمن‌های جدید را آغاز می‌کند و در نهایت منجر به یونیزاسیون کامل گاز در اطراف سیم آند می‌شود. این اتفاق سیگنال را ‌بسیار قوی می‌کند، اما موجب می‌شود که پس از هر رویداد یک زمان مرده وجود داشته باشد و اندازه‌گیری انرژی اشعه ایکس را غیرممکن می‌کند. 
آشکارسازهای گاز به طور معمول آشکارسازهای تک پیکسلی هستند که فقط نرخ دوز متوسط را بر روی حجم گاز یا تعداد فوتون‌هایی که برهم‌کنش دارند را همانطور که در بالا توضیح داده شد اندازه‌گیری می‌کنند، اما آن‌ها را می‌توان با داشتن سیم‌های متقاطع پرشمار در یک محفظه سیمی به صورت مکانی تفکیک نمود.

### سلول‌های خورشیدی سیلیکونی PN
در دهه ۱۹۶۰ نشان داده شد که سلول‌های خورشیدی سیلیکونی PN برای تشخیص همه شکل‌های تابش یونیزان از جمله اشعه فرا بنفش فرین، اشعه ایکس نرم و اشعه ایکس سخت مناسب هستند. این شکل از تشخیص از طریق فوتیونیزاسیون عمل می‌کند، فرآیندی که در آن پرتوهای یونیزان به یک اتم برخورد می‌کند و یک الکترون آزاد را آزاد می‌کند. این نوع سنسور پرتوهای یونیزان پهن باند به یک سلول خورشیدی، یک آمپرسنج و یک فیلتر نور مرئی در بالای سلول خورشیدی نیازمند است که به پرتوهای یونیزان اجازه این را که به سلول خورشیدی برخورد کند و در همین حال طول موج‌های ناخواسته را مسدود کند، می‌دهد.

### فیلم رادیوکرومیک
فیلم رادیوکرومیک خود توسعه‌یافته توانایی این را دارد که اندازه‌گیری‌هایی با میزان وضوح بسیار بالا را برای هدف‌های دزیمتری و پروفایل، به‌ خصوص در فیزیک رادیوتراپی ارائه دهد. 